# Tour de Romandie 2021
Tour de Romandie 2021 – 74. edycja wyścigu kolarskiego Tour de Romandie, która odbyła się w dniach od 27 kwietnia do 2 maja 2021 na liczącej ponad 684 kilometry trasie składającej się z prologu i 5 etapów, biegnącej z Oron do Fryburga. Impreza kategorii 2.UWT była częścią UCI World Tour 2021.

## Etapy
| Etap   | Data   | Start – Meta                | type                       | Dystans (km) | Suma wzniesień (m) | Zwycięzca etapu | Lider          |
| ------ | ------ | --------------------------- | -------------------------- | ------------ | ------------------ | --------------- | -------------- |
| Prolog | 27 kwi | Oron – Oron                 | prolog                     | 4,05         | 82 m               | Rohan Dennis    | Rohan Dennis   |
| 1      | 28 kwi | Aigle – Martigny            | pagórkowaty                | 168,1        | 1979 m             | Peter Sagan     | Rohan Dennis   |
| 2      | 29 kwi | La Neuveville – Saint-Imier | górzysty                   | 165,7        | 3305 m             | Sonny Colbrelli | Rohan Dennis   |
| 3      | 30 kwi | Estavayer – Estavayer       | pagórkowaty                | 168,7        | 1973 m             | Marc Soler      | Marc Soler     |
| 4      | 1 maj  | Sion – Thyon                | górski                     | 161,3        | 4328 m             | Michael Woods   | Michael Woods  |
| 5      | 2 maj  | Fryburg – Fryburg           | jazda indywidualna na czas | 16,19        | 338 m              | Rémi Cavagna    | Geraint Thomas |

## Uczestnicy

### Drużyny
| WorldTeams (19)- AG2R Citroën Team - Astana-Premier Tech - Bahrain Victorious - Bora-Hansgrohe - Cofidis - Deceuninck-Quick Step - EF Education-Nippo - Groupama-FDJ - Ineos Grenadiers - Intermarché-Wanty-Gobert Matériaux - Israel Start-Up Nation - Jumbo-Visma - Lotto Soudal - Movistar Team - Team BikeExchange - Team DSM - Qhubeka Assos - Trek-Segafredo - UAE Team Emirates Reprezentacja- Szwajcaria |
| |

### Lista startowa
| Ineos Grenadiers IGD | Ineos Grenadiers IGD      | Ineos Grenadiers IGD |
| -------------------- | ------------------------- | -------------------- |
| Nr                   | Kolarz                    | Miejsce              |
| 1                    | Geraint Thomas (GBR)      | 1.                   |
| 2                    | Andrey Amador (CRC)       | 75.                  |
| 3                    | Rohan Dennis (AUS)        | 17.                  |
| 4                    | Owain Doull (GBR)         | 90.                  |
| 5                    | Edward Dunbar (IRL)       | 38.                  |
| 6                    | Filippo Ganna (ITA) (ITT) | 80.                  |
| 7                    | Richie Porte (AUS)        | 2.                   |

| Deceuninck-Quick Step DQT | Deceuninck-Quick Step DQT | Deceuninck-Quick Step DQT |
| ------------------------- | ------------------------- | ------------------------- |
| Nr                        | Kolarz                    | Miejsce                   |
| 11                        | Fausto Masnada (ITA)      | 3.                        |
| 12                        | Mattia Cattaneo (ITA)     | 12.                       |
| 13                        | Rémi Cavagna (FRA)        | 56.                       |
| 14                        | Josef Černý (CZE)         | 91.                       |
| 15                        | Dries Devenyns (BEL)      | DNS-2                     |
| 16                        | Ian Garrison (USA)        | 104.                      |
| 17                        | Iljo Keisse (BEL)         | DNS-5                     |

| Jumbo-Visma TJV | Jumbo-Visma TJV           | Jumbo-Visma TJV |
| --------------- | ------------------------- | --------------- |
| Nr              | Kolarz                    | Miejsce         |
| 21              | Steven Kruijswijk (NED)   | 21.             |
| 22              | Sepp Kuss (USA)           | 14.             |
| 23              | Gijs Leemreize (NED)      | 28.             |
| 24              | Tony Martin (GER)         | 89.             |
| 25              | Christoph Pfingsten (GER) | 60.             |
| 26              | Antwan Tolhoek (NED)      | 95.             |
| 27              | Jos van Emden (NED)       | DNS-5           |

| UAE Team Emirates UAD | UAE Team Emirates UAD       | UAE Team Emirates UAD |
| --------------------- | --------------------------- | --------------------- |
| Nr                    | Kolarz                      | Miejsce               |
| 31                    | Marc Hirschi (SUI)          | 45.                   |
| 32                    | Rui Costa (POR) (szosa)     | 13.                   |
| 33                    | Alessandro Covi (ITA)       | 66.                   |
| 34                    | Cristian Camilo Muñoz (COL) | 43.                   |
| 35                    | Maximiliano Richeze (ARG)   | DNS-5                 |
| 36                    | Oliviero Troia (ITA)        | DNS-4                 |
| 37                    | Diego Ulissi (ITA)          | 36.                   |

| Bora-Hansgrohe BOH | Bora-Hansgrohe BOH        | Bora-Hansgrohe BOH |
| ------------------ | ------------------------- | ------------------ |
| Nr                 | Kolarz                    | Miejsce            |
| 41                 | Peter Sagan (SVK)         | 77.                |
| 42                 | Erik Baška (SVK)          | DNF-2              |
| 43                 | Marcus Burghardt (GER)    | 78.                |
| 44                 | Wilco Kelderman (NED)     | 10.                |
| 45                 | Jordi Meeus (BEL)         | 107.               |
| 46                 | Juraj Sagan (SVK) (szosa) | 117.               |
| 47                 | Ben Zwiehoff (GER)        | 26.                |

| Trek-Segafredo TFS | Trek-Segafredo TFS      | Trek-Segafredo TFS |
| ------------------ | ----------------------- | ------------------ |
| Nr                 | Kolarz                  | Miejsce            |
| 51                 | Kenny Elissonde (FRA)   | 29.                |
| 52                 | Niklas Eg (DEN)         | 76.                |
| 53                 | Mattias Skjelmose (DEN) | 15.                |
| 54                 | Jacopo Mosca (ITA)      | 41.                |
| 55                 | Matteo Moschetti (ITA)  | 106.               |
| 56                 | Charlie Quaterman (GBR) | 105.               |
| 57                 | Antonio Tiberi (ITA)    | 33.                |

| Bahrain Victorious TBV | Bahrain Victorious TBV    | Bahrain Victorious TBV |
| ---------------------- | ------------------------- | ---------------------- |
| Nr                     | Kolarz                    | Miejsce                |
| 61                     | Damiano Caruso (ITA)      | 9.                     |
| 62                     | Phil Bauhaus (GER)        | DNF-4                  |
| 63                     | Sonny Colbrelli (ITA)     | 37.                    |
| 64                     | Jack Haig (AUS)           | 67.                    |
| 65                     | Hermann Pernsteiner (AUT) | 27.                    |
| 66                     | Jan Tratnik (SLO)         | 79.                    |
| 67                     | Stephen Williams (GBR)    | 72.                    |

| AG2R Citroën Team ACT | AG2R Citroën Team ACT     | AG2R Citroën Team ACT |
| --------------------- | ------------------------- | --------------------- |
| Nr                    | Kolarz                    | Miejsce               |
| 71                    | Clément Champoussin (FRA) | 30.                   |
| 72                    | Mathias Frank (SUI)       | 68.                   |
| 73                    | Alexis Gougeard (FRA)     | DNF-4                 |
| 74                    | Jaakko Hänninen (FIN)     | 71.                   |
| 75                    | Lawrence Naesen (BEL)     | 101.                  |
| 76                    | Ben O’Connor (AUS)        | 6.                    |
| 77                    | Clément Venturini (FRA)   | 59.                   |

| Astana-Premier Tech APT | Astana-Premier Tech APT              | Astana-Premier Tech APT |
| ----------------------- | ------------------------------------ | ----------------------- |
| Nr                      | Kolarz                               | Miejsce                 |
| 81                      | Ion Izagirre (ESP)                   | 7.                      |
| 82                      | Manuele Boaro (ITA)                  | 93.                     |
| 83                      | Rodrigo Contreras (COL)              | 50.                     |
| 84                      | Gorka Izagirre (ESP)                 | DNS-5                   |
| 85                      | Aleksiej Łucenko (KAZ) (szosa i ITT) | DNS-2                   |
| 86                      | Davide Martinelli (ITA)              | 111.                    |
| 87                      | Javier Romo (ESP)                    | 82.                     |

| BikeExchange BEX | BikeExchange BEX          | BikeExchange BEX |
| ---------------- | ------------------------- | ---------------- |
| Nr               | Kolarz                    | Miejsce          |
| 91               | Lucas Hamilton (AUS)      | 8.               |
| 92               | Sam Bewley (NZL)          | DNF-2            |
| 93               | Brent Bookwalter (USA)    | 63.              |
| 94               | Alexander Edmondson (AUS) | 99.              |
| 95               | Tsgabu Grmay (ETH)        | 58.              |
| 96               | Damien Howson (AUS)       | 42.              |
| 97               | Dion Smith (NZL)          | 46.              |

| Groupama-FDJ GFC | Groupama-FDJ GFC                | Groupama-FDJ GFC |
| ---------------- | ------------------------------- | ---------------- |
| Nr               | Kolarz                          | Miejsce          |
| 101              | Matteo Badilatti (SUI)          | 24.              |
| 102              | Stefan Küng (SUI) (szosa i ITT) | 40.              |
| 103              | Matthieu Ladagnous (FRA)        | 74.              |
| 104              | Fabian Lienhard (SUI)           | 108.             |
| 105              | Sébastien Reichenbach (SUI)     | 23.              |
| 106              | Romain Seigle (FRA)             | DNS-3            |
| 107              | Jake Stewart (GBR)              | 83.              |

| Qhubeka Assos TQA | Qhubeka Assos TQA                 | Qhubeka Assos TQA |
| ----------------- | --------------------------------- | ----------------- |
| Nr                | Kolarz                            | Miejsce           |
| 111               | Sergio Henao (COL)                | 51.               |
| 112               | Sander Armée (BEL)                | 81.               |
| 113               | Carlos Barbero (ESP)              | 69.               |
| 114               | Reinardt Janse van Rensburg (RSA) | 113.              |
| 115               | Robert Power (AUS)                | 64.               |
| 116               | Dylan Sunderland (AUS)            | 97.               |
| 117               | Harry Tanfield (GBR)              | DNF-1             |

| Israel Start-Up Nation ISN | Israel Start-Up Nation ISN | Israel Start-Up Nation ISN |
| -------------------------- | -------------------------- | -------------------------- |
| Nr                         | Kolarz                     | Miejsce                    |
| 121                        | Michael Woods (CAN)        | 5.                         |
| 122                        | Patrick Bevin (NZL)        | DNS-3                      |
| 123                        | Guillaume Boivin (CAN)     | 102.                       |
| 124                        | Alex Dowsett (GBR)         | DNF-4                      |
| 125                        | Chris Froome (GBR)         | 96.                        |
| 126                        | Reto Hollenstein (SUI)     | 52.                        |
| 127                        | Mads Würtz Schmidt (DEN)   | 85.                        |

| Movistar Team MOV | Movistar Team MOV        | Movistar Team MOV |
| ----------------- | ------------------------ | ----------------- |
| Nr                | Kolarz                   | Miejsce           |
| 131               | Marc Soler (ESP)         | 4.                |
| 132               | Dario Cataldo (ITA)      | 55.               |
| 133               | Johan Jacobs (SUI)       | 100.              |
| 134               | Mathias Norsgaard (DEN)  | 115.              |
| 135               | Miguel Ángel López (COL) | 35.               |
| 136               | Albert Torres (ESP)      | 119.              |
| 137               | Davide Villella (ITA)    | 54.               |

| Lotto-Soudal LTS | Lotto-Soudal LTS       | Lotto-Soudal LTS |
| ---------------- | ---------------------- | ---------------- |
| Nr               | Kolarz                 | Miejsce          |
| 141              | Philippe Gilbert (BEL) | 70.              |
| 142              | Filippo Conca (ITA)    | DNF-4            |
| 143              | Steff Cras (BEL)       | 34.              |
| 144              | Kobe Goossens (BEL)    | 25.              |
| 145              | Matthew Holmes (GBR)   | 86.              |
| 146              | Andreas Kron (DEN)     | 61.              |
| 147              | Gerben Thijssen (BEL)  | 116.             |

| Cofidis COF | Cofidis COF                   | Cofidis COF |
| ----------- | ----------------------------- | ----------- |
| Nr          | Kolarz                        | Miejsce     |
| 151         | Jesús Herrada (ESP)           | 22.         |
| 152         | Natnael Berhane (ERI) (szosa) | 103.        |
| 153         | Tom Bohli (SUI)               | 109.        |
| 154         | Thomas Champion (FRA)         | 94.         |
| 155         | José Herrada (ESP)            | 31.         |
| 156         | Fabio Sabatini (ITA)          | 118.        |
| 157         | Elia Viviani (ITA)            | 110.        |

| Team DSM DSM | Team DSM DSM          | Team DSM DSM |
| ------------ | --------------------- | ------------ |
| Nr           | Kolarz                | Miejsce      |
| 161          | Thymen Arensman (NED) | 11.          |
| 162          | Marco Brenner (GER)   | 65.          |
| 163          | Nico Denz (GER)       | DNS-4        |
| 164          | Felix Gall (AUT)      | 32.          |
| 165          | Chad Haga (USA)       | 84.          |
| 166          | Chris Hamilton (AUS)  | DNF-2        |
| 167          | Ilan Van Wilder (BEL) | 16.          |

| EF Education-Nippo EFN | EF Education-Nippo EFN         | EF Education-Nippo EFN |
| ---------------------- | ------------------------------ | ---------------------- |
| Nr                     | Kolarz                         | Miejsce                |
| 171                    | Tejay van Garderen (USA)       | 57.                    |
| 172                    | Stefan Bissegger (SUI)         | 88.                    |
| 173                    | Jonathan Caicedo (ECU) (szosa) | 44.                    |
| 174                    | Diego Camargo (COL)            | 73.                    |
| 175                    | Julien El Fares (FRA)          | 49.                    |
| 176                    | Magnus Cort Nielsen (DEN)      | 19.                    |
| 177                    | Neilson Powless (USA)          | 87.                    |

| Intermarché-Wanty-Gobert Matériaux IWG | Intermarché-Wanty-Gobert Matériaux IWG | Intermarché-Wanty-Gobert Matériaux IWG |
| -------------------------------------- | -------------------------------------- | -------------------------------------- |
| Nr                                     | Kolarz                                 | Miejsce                                |
| 181                                    | Louis Meintjes (RSA)                   | 20.                                    |
| 182                                    | Jan Bakelants (BEL)                    | 39.                                    |
| 183                                    | Jan Hirt (CZE)                         | DNF-4                                  |
| 184                                    | Riccardo Minali (ITA)                  | DNF-3                                  |
| 185                                    | Andrea Pasqualon (ITA)                 | 62.                                    |
| 186                                    | Simone Petilli (ITA)                   | 18.                                    |
| 187                                    | Rein Taaramäe (EST)                    | 47.                                    |

| Szwajcaria SUI | Szwajcaria SUI     | Szwajcaria SUI |
| -------------- | ------------------ | -------------- |
| Nr             | Kolarz             | Miejsce        |
| 191            | Simon Pellaud      | 48.            |
| 192            | Mathias Flückiger  | 53.            |
| 193            | Claudio Imhof      | 120.           |
| 194            | Matthias Reutimann | 98.            |
| 195            | Joab Schneiter     | 112.           |
| 196            | Joël Suter         | 92.            |
| 197            | Cyrille Thièry     | 114.           |

| Ineos Grenadiers IGD | Ineos Grenadiers IGD      | Ineos Grenadiers IGD |
| -------------------- | ------------------------- | -------------------- |
| Nr                   | Kolarz                    | Miejsce              |
| 1                    | Geraint Thomas (GBR)      | 1.                   |
| 2                    | Andrey Amador (CRC)       | 75.                  |
| 3                    | Rohan Dennis (AUS)        | 17.                  |
| 4                    | Owain Doull (GBR)         | 90.                  |
| 5                    | Edward Dunbar (IRL)       | 38.                  |
| 6                    | Filippo Ganna (ITA) (ITT) | 80.                  |
| 7                    | Richie Porte (AUS)        | 2.                   |

| Deceuninck-Quick Step DQT | Deceuninck-Quick Step DQT | Deceuninck-Quick Step DQT |
| ------------------------- | ------------------------- | ------------------------- |
| Nr                        | Kolarz                    | Miejsce                   |
| 11                        | Fausto Masnada (ITA)      | 3.                        |
| 12                        | Mattia Cattaneo (ITA)     | 12.                       |
| 13                        | Rémi Cavagna (FRA)        | 56.                       |
| 14                        | Josef Černý (CZE)         | 91.                       |
| 15                        | Dries Devenyns (BEL)      | DNS-2                     |
| 16                        | Ian Garrison (USA)        | 104.                      |
| 17                        | Iljo Keisse (BEL)         | DNS-5                     |

| Jumbo-Visma TJV | Jumbo-Visma TJV           | Jumbo-Visma TJV |
| --------------- | ------------------------- | --------------- |
| Nr              | Kolarz                    | Miejsce         |
| 21              | Steven Kruijswijk (NED)   | 21.             |
| 22              | Sepp Kuss (USA)           | 14.             |
| 23              | Gijs Leemreize (NED)      | 28.             |
| 24              | Tony Martin (GER)         | 89.             |
| 25              | Christoph Pfingsten (GER) | 60.             |
| 26              | Antwan Tolhoek (NED)      | 95.             |
| 27              | Jos van Emden (NED)       | DNS-5           |

| UAE Team Emirates UAD | UAE Team Emirates UAD       | UAE Team Emirates UAD |
| --------------------- | --------------------------- | --------------------- |
| Nr                    | Kolarz                      | Miejsce               |
| 31                    | Marc Hirschi (SUI)          | 45.                   |
| 32                    | Rui Costa (POR) (szosa)     | 13.                   |
| 33                    | Alessandro Covi (ITA)       | 66.                   |
| 34                    | Cristian Camilo Muñoz (COL) | 43.                   |
| 35                    | Maximiliano Richeze (ARG)   | DNS-5                 |
| 36                    | Oliviero Troia (ITA)        | DNS-4                 |
| 37                    | Diego Ulissi (ITA)          | 36.                   |

| Bora-Hansgrohe BOH | Bora-Hansgrohe BOH        | Bora-Hansgrohe BOH |
| ------------------ | ------------------------- | ------------------ |
| Nr                 | Kolarz                    | Miejsce            |
| 41                 | Peter Sagan (SVK)         | 77.                |
| 42                 | Erik Baška (SVK)          | DNF-2              |
| 43                 | Marcus Burghardt (GER)    | 78.                |
| 44                 | Wilco Kelderman (NED)     | 10.                |
| 45                 | Jordi Meeus (BEL)         | 107.               |
| 46                 | Juraj Sagan (SVK) (szosa) | 117.               |
| 47                 | Ben Zwiehoff (GER)        | 26.                |

| Trek-Segafredo TFS | Trek-Segafredo TFS      | Trek-Segafredo TFS |
| ------------------ | ----------------------- | ------------------ |
| Nr                 | Kolarz                  | Miejsce            |
| 51                 | Kenny Elissonde (FRA)   | 29.                |
| 52                 | Niklas Eg (DEN)         | 76.                |
| 53                 | Mattias Skjelmose (DEN) | 15.                |
| 54                 | Jacopo Mosca (ITA)      | 41.                |
| 55                 | Matteo Moschetti (ITA)  | 106.               |
| 56                 | Charlie Quaterman (GBR) | 105.               |
| 57                 | Antonio Tiberi (ITA)    | 33.                |

| Bahrain Victorious TBV | Bahrain Victorious TBV    | Bahrain Victorious TBV |
| ---------------------- | ------------------------- | ---------------------- |
| Nr                     | Kolarz                    | Miejsce                |
| 61                     | Damiano Caruso (ITA)      | 9.                     |
| 62                     | Phil Bauhaus (GER)        | DNF-4                  |
| 63                     | Sonny Colbrelli (ITA)     | 37.                    |
| 64                     | Jack Haig (AUS)           | 67.                    |
| 65                     | Hermann Pernsteiner (AUT) | 27.                    |
| 66                     | Jan Tratnik (SLO)         | 79.                    |
| 67                     | Stephen Williams (GBR)    | 72.                    |

| AG2R Citroën Team ACT | AG2R Citroën Team ACT     | AG2R Citroën Team ACT |
| --------------------- | ------------------------- | --------------------- |
| Nr                    | Kolarz                    | Miejsce               |
| 71                    | Clément Champoussin (FRA) | 30.                   |
| 72                    | Mathias Frank (SUI)       | 68.                   |
| 73                    | Alexis Gougeard (FRA)     | DNF-4                 |
| 74                    | Jaakko Hänninen (FIN)     | 71.                   |
| 75                    | Lawrence Naesen (BEL)     | 101.                  |
| 76                    | Ben O’Connor (AUS)        | 6.                    |
| 77                    | Clément Venturini (FRA)   | 59.                   |

| Astana-Premier Tech APT | Astana-Premier Tech APT              | Astana-Premier Tech APT |
| ----------------------- | ------------------------------------ | ----------------------- |
| Nr                      | Kolarz                               | Miejsce                 |
| 81                      | Ion Izagirre (ESP)                   | 7.                      |
| 82                      | Manuele Boaro (ITA)                  | 93.                     |
| 83                      | Rodrigo Contreras (COL)              | 50.                     |
| 84                      | Gorka Izagirre (ESP)                 | DNS-5                   |
| 85                      | Aleksiej Łucenko (KAZ) (szosa i ITT) | DNS-2                   |
| 86                      | Davide Martinelli (ITA)              | 111.                    |
| 87                      | Javier Romo (ESP)                    | 82.                     |

| BikeExchange BEX | BikeExchange BEX          | BikeExchange BEX |
| ---------------- | ------------------------- | ---------------- |
| Nr               | Kolarz                    | Miejsce          |
| 91               | Lucas Hamilton (AUS)      | 8.               |
| 92               | Sam Bewley (NZL)          | DNF-2            |
| 93               | Brent Bookwalter (USA)    | 63.              |
| 94               | Alexander Edmondson (AUS) | 99.              |
| 95               | Tsgabu Grmay (ETH)        | 58.              |
| 96               | Damien Howson (AUS)       | 42.              |
| 97               | Dion Smith (NZL)          | 46.              |

| Groupama-FDJ GFC | Groupama-FDJ GFC                | Groupama-FDJ GFC |
| ---------------- | ------------------------------- | ---------------- |
| Nr               | Kolarz                          | Miejsce          |
| 101              | Matteo Badilatti (SUI)          | 24.              |
| 102              | Stefan Küng (SUI) (szosa i ITT) | 40.              |
| 103              | Matthieu Ladagnous (FRA)        | 74.              |
| 104              | Fabian Lienhard (SUI)           | 108.             |
| 105              | Sébastien Reichenbach (SUI)     | 23.              |
| 106              | Romain Seigle (FRA)             | DNS-3            |
| 107              | Jake Stewart (GBR)              | 83.              |

| Qhubeka Assos TQA | Qhubeka Assos TQA                 | Qhubeka Assos TQA |
| ----------------- | --------------------------------- | ----------------- |
| Nr                | Kolarz                            | Miejsce           |
| 111               | Sergio Henao (COL)                | 51.               |
| 112               | Sander Armée (BEL)                | 81.               |
| 113               | Carlos Barbero (ESP)              | 69.               |
| 114               | Reinardt Janse van Rensburg (RSA) | 113.              |
| 115               | Robert Power (AUS)                | 64.               |
| 116               | Dylan Sunderland (AUS)            | 97.               |
| 117               | Harry Tanfield (GBR)              | DNF-1             |

| Israel Start-Up Nation ISN | Israel Start-Up Nation ISN | Israel Start-Up Nation ISN |
| -------------------------- | -------------------------- | -------------------------- |
| Nr                         | Kolarz                     | Miejsce                    |
| 121                        | Michael Woods (CAN)        | 5.                         |
| 122                        | Patrick Bevin (NZL)        | DNS-3                      |
| 123                        | Guillaume Boivin (CAN)     | 102.                       |
| 124                        | Alex Dowsett (GBR)         | DNF-4                      |
| 125                        | Chris Froome (GBR)         | 96.                        |
| 126                        | Reto Hollenstein (SUI)     | 52.                        |
| 127                        | Mads Würtz Schmidt (DEN)   | 85.                        |

| Movistar Team MOV | Movistar Team MOV        | Movistar Team MOV |
| ----------------- | ------------------------ | ----------------- |
| Nr                | Kolarz                   | Miejsce           |
| 131               | Marc Soler (ESP)         | 4.                |
| 132               | Dario Cataldo (ITA)      | 55.               |
| 133               | Johan Jacobs (SUI)       | 100.              |
| 134               | Mathias Norsgaard (DEN)  | 115.              |
| 135               | Miguel Ángel López (COL) | 35.               |
| 136               | Albert Torres (ESP)      | 119.              |
| 137               | Davide Villella (ITA)    | 54.               |

| Lotto-Soudal LTS | Lotto-Soudal LTS       | Lotto-Soudal LTS |
| ---------------- | ---------------------- | ---------------- |
| Nr               | Kolarz                 | Miejsce          |
| 141              | Philippe Gilbert (BEL) | 70.              |
| 142              | Filippo Conca (ITA)    | DNF-4            |
| 143              | Steff Cras (BEL)       | 34.              |
| 144              | Kobe Goossens (BEL)    | 25.              |
| 145              | Matthew Holmes (GBR)   | 86.              |
| 146              | Andreas Kron (DEN)     | 61.              |
| 147              | Gerben Thijssen (BEL)  | 116.             |

| Cofidis COF | Cofidis COF                   | Cofidis COF |
| ----------- | ----------------------------- | ----------- |
| Nr          | Kolarz                        | Miejsce     |
| 151         | Jesús Herrada (ESP)           | 22.         |
| 152         | Natnael Berhane (ERI) (szosa) | 103.        |
| 153         | Tom Bohli (SUI)               | 109.        |
| 154         | Thomas Champion (FRA)         | 94.         |
| 155         | José Herrada (ESP)            | 31.         |
| 156         | Fabio Sabatini (ITA)          | 118.        |
| 157         | Elia Viviani (ITA)            | 110.        |

| Team DSM DSM | Team DSM DSM          | Team DSM DSM |
| ------------ | --------------------- | ------------ |
| Nr           | Kolarz                | Miejsce      |
| 161          | Thymen Arensman (NED) | 11.          |
| 162          | Marco Brenner (GER)   | 65.          |
| 163          | Nico Denz (GER)       | DNS-4        |
| 164          | Felix Gall (AUT)      | 32.          |
| 165          | Chad Haga (USA)       | 84.          |
| 166          | Chris Hamilton (AUS)  | DNF-2        |
| 167          | Ilan Van Wilder (BEL) | 16.          |

| EF Education-Nippo EFN | EF Education-Nippo EFN         | EF Education-Nippo EFN |
| ---------------------- | ------------------------------ | ---------------------- |
| Nr                     | Kolarz                         | Miejsce                |
| 171                    | Tejay van Garderen (USA)       | 57.                    |
| 172                    | Stefan Bissegger (SUI)         | 88.                    |
| 173                    | Jonathan Caicedo (ECU) (szosa) | 44.                    |
| 174                    | Diego Camargo (COL)            | 73.                    |
| 175                    | Julien El Fares (FRA)          | 49.                    |
| 176                    | Magnus Cort Nielsen (DEN)      | 19.                    |
| 177                    | Neilson Powless (USA)          | 87.                    |

| Intermarché-Wanty-Gobert Matériaux IWG | Intermarché-Wanty-Gobert Matériaux IWG | Intermarché-Wanty-Gobert Matériaux IWG |
| -------------------------------------- | -------------------------------------- | -------------------------------------- |
| Nr                                     | Kolarz                                 | Miejsce                                |
| 181                                    | Louis Meintjes (RSA)                   | 20.                                    |
| 182                                    | Jan Bakelants (BEL)                    | 39.                                    |
| 183                                    | Jan Hirt (CZE)                         | DNF-4                                  |
| 184                                    | Riccardo Minali (ITA)                  | DNF-3                                  |
| 185                                    | Andrea Pasqualon (ITA)                 | 62.                                    |
| 186                                    | Simone Petilli (ITA)                   | 18.                                    |
| 187                                    | Rein Taaramäe (EST)                    | 47.                                    |

| Szwajcaria SUI | Szwajcaria SUI     | Szwajcaria SUI |
| -------------- | ------------------ | -------------- |
| Nr             | Kolarz             | Miejsce        |
| 191            | Simon Pellaud      | 48.            |
| 192            | Mathias Flückiger  | 53.            |
| 193            | Claudio Imhof      | 120.           |
| 194            | Matthias Reutimann | 98.            |
| 195            | Joab Schneiter     | 112.           |
| 196            | Joël Suter         | 92.            |
| 197            | Cyrille Thièry     | 114.           |

Legenda: DNF – nie ukończył etapu, OTL – przekroczył limit czasu, DNS – nie wystartował do etapu, DSQ – zdyskwalifikowany. Numer przy skrócie oznacza etap, na którym kolarz opuścił wyścig.

## Wyniki etapów

### Prolog
| Oron - Oron | prolog | (4,05 km) |

| \| Klasyfikacja etapu \| Klasyfikacja etapu \| Klasyfikacja etapu \| Klasyfikacja etapu \| Klasyfikacja etapu \| \| Kolarz \| Kolarz \| Państwo \| Drużyna \| Czas \| \| ------------------ \| ------------------ \| ------------------ \| --------------------- \| ------------------ \| \| 1. \| Rohan Dennis \| Australia \| Ineos Grenadiers \| 5' 26" \| \| 2. \| Geraint Thomas \| Wielka Brytania \| Ineos Grenadiers \| + 9" \| \| 3. \| Richie Porte \| Australia \| Ineos Grenadiers \| + 9" \| \| 4. \| Rémi Cavagna \| Francja \| Deceuninck-Quick Step \| + 11" \| \| 5. \| Stefan Bissegger \| Szwajcaria \| EF Education-Nippo \| + 11" \| \| 6. \| Jan Tratnik \| Słowenia \| Bahrain Victorious \| + 13" \| \| 7. \| Jesús Herrada \| Hiszpania \| Cofidis \| + 14" \| \| 8. \| Marc Hirschi \| Szwajcaria \| UAE Team Emirates \| + 15" \| \| 9. \| Filippo Ganna \| Włochy \| Ineos Grenadiers \| + 15" \| \| 10. \| Mattia Cattaneo \| Włochy \| Deceuninck-Quick Step \| + 15" \| |                  |                 |                       |        |
| |                  |                 |                       |        |
| Źródło: ProCyclingStats |                  |                 |                       |        |
| Klasyfikacja etapu |                  |                 |                       |        |
| Kolarz | Kolarz           | Państwo         | Drużyna               | Czas   |
| 1. | Rohan Dennis     | Australia       | Ineos Grenadiers      | 5' 26" |
| 2. | Geraint Thomas   | Wielka Brytania | Ineos Grenadiers      | + 9"   |
| 3. | Richie Porte     | Australia       | Ineos Grenadiers      | + 9"   |
| 4. | Rémi Cavagna     | Francja         | Deceuninck-Quick Step | + 11"  |
| 5. | Stefan Bissegger | Szwajcaria      | EF Education-Nippo    | + 11"  |
| 6. | Jan Tratnik      | Słowenia        | Bahrain Victorious    | + 13"  |
| 7. | Jesús Herrada    | Hiszpania       | Cofidis               | + 14"  |
| 8. | Marc Hirschi     | Szwajcaria      | UAE Team Emirates     | + 15"  |
| 9. | Filippo Ganna    | Włochy          | Ineos Grenadiers      | + 15"  |
| 10. | Mattia Cattaneo  | Włochy          | Deceuninck-Quick Step | + 15"  |

| \| Klasyfikacja generalna \| Klasyfikacja generalna \| Klasyfikacja generalna \| Klasyfikacja generalna \| Klasyfikacja generalna \| \| Kolarz \| Kolarz \| Państwo \| Drużyna \| Czas \| \| ---------------------- \| ---------------------- \| ---------------------- \| ---------------------- \| ---------------------- \| \| 1. \| Rohan Dennis \| Australia \| Ineos Grenadiers \| 5' 26" \| \| 2. \| Geraint Thomas \| Wielka Brytania \| Ineos Grenadiers \| + 9" \| \| 3. \| Richie Porte \| Australia \| Ineos Grenadiers \| + 9" \| \| 4. \| Rémi Cavagna \| Francja \| Deceuninck-Quick Step \| + 11" \| \| 5. \| Stefan Bissegger \| Szwajcaria \| EF Education-Nippo \| + 11" \| \| 6. \| Jan Tratnik \| Słowenia \| Bahrain Victorious \| + 13" \| \| 7. \| Jesús Herrada \| Hiszpania \| Cofidis \| + 14" \| \| 8. \| Marc Hirschi \| Szwajcaria \| UAE Team Emirates \| + 15" \| \| 9. \| Filippo Ganna \| Włochy \| Ineos Grenadiers \| + 15" \| \| 10. \| Mattia Cattaneo \| Włochy \| Deceuninck-Quick Step \| + 15" \| |                  |                 |                       |        |
| |                  |                 |                       |        |
| Źródło: ProCyclingStats |                  |                 |                       |        |
| Klasyfikacja generalna |                  |                 |                       |        |
| Kolarz | Kolarz           | Państwo         | Drużyna               | Czas   |
| 1. | Rohan Dennis     | Australia       | Ineos Grenadiers      | 5' 26" |
| 2. | Geraint Thomas   | Wielka Brytania | Ineos Grenadiers      | + 9"   |
| 3. | Richie Porte     | Australia       | Ineos Grenadiers      | + 9"   |
| 4. | Rémi Cavagna     | Francja         | Deceuninck-Quick Step | + 11"  |
| 5. | Stefan Bissegger | Szwajcaria      | EF Education-Nippo    | + 11"  |
| 6. | Jan Tratnik      | Słowenia        | Bahrain Victorious    | + 13"  |
| 7. | Jesús Herrada    | Hiszpania       | Cofidis               | + 14"  |
| 8. | Marc Hirschi     | Szwajcaria      | UAE Team Emirates     | + 15"  |
| 9. | Filippo Ganna    | Włochy          | Ineos Grenadiers      | + 15"  |
| 10. | Mattia Cattaneo  | Włochy          | Deceuninck-Quick Step | + 15"  |

### Etap 1
| Aigle - Martigny | pagórkowaty | (168,1 km) |

| \| Klasyfikacja etapu \| Klasyfikacja etapu \| Klasyfikacja etapu \| Klasyfikacja etapu \| Klasyfikacja etapu \| \| Kolarz \| Kolarz \| Państwo \| Drużyna \| Czas \| \| ------------------ \| ------------------- \| ------------------ \| ---------------------------------- \| ------------------ \| \| 1. \| Peter Sagan \| Słowacja \| Bora-Hansgrohe \| 4h 12' 40" \| \| 2. \| Sonny Colbrelli \| Włochy \| Bahrain Victorious \| + 0" \| \| 3. \| Patrick Bevin \| Nowa Zelandia \| Israel Start-Up Nation \| + 0" \| \| 4. \| Andrea Pasqualon \| Włochy \| Intermarché-Wanty-Gobert Matériaux \| + 0" \| \| 5. \| Alessandro Covi \| Włochy \| UAE Team Emirates \| + 0" \| \| 6. \| Magnus Cort Nielsen \| Dania \| EF Education-Nippo \| + 0" \| \| 7. \| Dion Smith \| Nowa Zelandia \| BikeExchange \| + 0" \| \| 8. \| Clément Venturini \| Francja \| AG2R Citroën Team \| + 0" \| \| 9. \| Mattia Cattaneo \| Włochy \| Deceuninck-Quick Step \| + 0" \| \| 10. \| Jacopo Mosca \| Włochy \| Trek-Segafredo \| + 0" \| |                     |               |                                    |            |
| |                     |               |                                    |            |
| Źródło: ProCyclingStats |                     |               |                                    |            |
| Klasyfikacja etapu |                     |               |                                    |            |
| Kolarz | Kolarz              | Państwo       | Drużyna                            | Czas       |
| 1. | Peter Sagan         | Słowacja      | Bora-Hansgrohe                     | 4h 12' 40" |
| 2. | Sonny Colbrelli     | Włochy        | Bahrain Victorious                 | + 0"       |
| 3. | Patrick Bevin       | Nowa Zelandia | Israel Start-Up Nation             | + 0"       |
| 4. | Andrea Pasqualon    | Włochy        | Intermarché-Wanty-Gobert Matériaux | + 0"       |
| 5. | Alessandro Covi     | Włochy        | UAE Team Emirates                  | + 0"       |
| 6. | Magnus Cort Nielsen | Dania         | EF Education-Nippo                 | + 0"       |
| 7. | Dion Smith          | Nowa Zelandia | BikeExchange                       | + 0"       |
| 8. | Clément Venturini   | Francja       | AG2R Citroën Team                  | + 0"       |
| 9. | Mattia Cattaneo     | Włochy        | Deceuninck-Quick Step              | + 0"       |
| 10. | Jacopo Mosca        | Włochy        | Trek-Segafredo                     | + 0"       |

| \| Klasyfikacja generalna \| Klasyfikacja generalna \| Klasyfikacja generalna \| Klasyfikacja generalna \| Klasyfikacja generalna \| \| Kolarz \| Kolarz \| Państwo \| Drużyna \| Czas \| \| ---------------------- \| ---------------------- \| ---------------------- \| ---------------------- \| ---------------------- \| \| 1. \| Rohan Dennis \| Australia \| Ineos Grenadiers \| 4h 18' 06" \| \| 2. \| Geraint Thomas \| Wielka Brytania \| Ineos Grenadiers \| + 9" \| \| 3. \| Richie Porte \| Australia \| Ineos Grenadiers \| + 9" \| \| 4. \| Rémi Cavagna \| Francja \| Deceuninck-Quick Step \| + 11" \| \| 5. \| Peter Sagan \| Słowacja \| Bora-Hansgrohe \| + 12" \| \| 6. \| Jan Tratnik \| Słowenia \| Bahrain Victorious \| + 13" \| \| 7. \| Patrick Bevin \| Nowa Zelandia \| Israel Start-Up Nation \| + 14" \| \| 8. \| Jesús Herrada \| Hiszpania \| Cofidis \| + 14" \| \| 9. \| Marc Hirschi \| Szwajcaria \| UAE Team Emirates \| + 15" \| \| 10. \| Mattia Cattaneo \| Włochy \| Deceuninck-Quick Step \| + 15" \| |                 |                 |                        |            |
| |                 |                 |                        |            |
| Źródło: ProCyclingStats |                 |                 |                        |            |
| Klasyfikacja generalna |                 |                 |                        |            |
| Kolarz | Kolarz          | Państwo         | Drużyna                | Czas       |
| 1. | Rohan Dennis    | Australia       | Ineos Grenadiers       | 4h 18' 06" |
| 2. | Geraint Thomas  | Wielka Brytania | Ineos Grenadiers       | + 9"       |
| 3. | Richie Porte    | Australia       | Ineos Grenadiers       | + 9"       |
| 4. | Rémi Cavagna    | Francja         | Deceuninck-Quick Step  | + 11"      |
| 5. | Peter Sagan     | Słowacja        | Bora-Hansgrohe         | + 12"      |
| 6. | Jan Tratnik     | Słowenia        | Bahrain Victorious     | + 13"      |
| 7. | Patrick Bevin   | Nowa Zelandia   | Israel Start-Up Nation | + 14"      |
| 8. | Jesús Herrada   | Hiszpania       | Cofidis                | + 14"      |
| 9. | Marc Hirschi    | Szwajcaria      | UAE Team Emirates      | + 15"      |
| 10. | Mattia Cattaneo | Włochy          | Deceuninck-Quick Step  | + 15"      |

### Etap 2
| La Neuveville - Saint-Imier | górzysty | (165,7 km) |

| \| Klasyfikacja etapu \| Klasyfikacja etapu \| Klasyfikacja etapu \| Klasyfikacja etapu \| Klasyfikacja etapu \| \| Kolarz \| Kolarz \| Państwo \| Drużyna \| Czas \| \| ------------------ \| ------------------- \| ------------------ \| ---------------------- \| ------------------ \| \| 1. \| Sonny Colbrelli \| Włochy \| Bahrain Victorious \| 4h 21' 42" \| \| 2. \| Patrick Bevin \| Nowa Zelandia \| Israel Start-Up Nation \| + 0" \| \| 3. \| Marc Hirschi \| Szwajcaria \| UAE Team Emirates \| + 0" \| \| 4. \| Clément Champoussin \| Francja \| AG2R Citroën Team \| + 0" \| \| 5. \| Diego Ulissi \| Włochy \| UAE Team Emirates \| + 0" \| \| 6. \| Wilco Kelderman \| Holandia \| Bora-Hansgrohe \| + 0" \| \| 7. \| Ilan Van Wilder \| Belgia \| Team DSM \| + 0" \| \| 8. \| Fausto Masnada \| Włochy \| Deceuninck-Quick Step \| + 0" \| \| 9. \| Rui Costa \| Portugalia \| UAE Team Emirates \| + 0" \| \| 10. \| Marc Soler \| Hiszpania \| Movistar Team \| + 0" \| |                     |               |                        |            |
| |                     |               |                        |            |
| Źródło: ProCyclingStats |                     |               |                        |            |
| Klasyfikacja etapu |                     |               |                        |            |
| Kolarz | Kolarz              | Państwo       | Drużyna                | Czas       |
| 1. | Sonny Colbrelli     | Włochy        | Bahrain Victorious     | 4h 21' 42" |
| 2. | Patrick Bevin       | Nowa Zelandia | Israel Start-Up Nation | + 0"       |
| 3. | Marc Hirschi        | Szwajcaria    | UAE Team Emirates      | + 0"       |
| 4. | Clément Champoussin | Francja       | AG2R Citroën Team      | + 0"       |
| 5. | Diego Ulissi        | Włochy        | UAE Team Emirates      | + 0"       |
| 6. | Wilco Kelderman     | Holandia      | Bora-Hansgrohe         | + 0"       |
| 7. | Ilan Van Wilder     | Belgia        | Team DSM               | + 0"       |
| 8. | Fausto Masnada      | Włochy        | Deceuninck-Quick Step  | + 0"       |
| 9. | Rui Costa           | Portugalia    | UAE Team Emirates      | + 0"       |
| 10. | Marc Soler          | Hiszpania     | Movistar Team          | + 0"       |

| \| Klasyfikacja generalna \| Klasyfikacja generalna \| Klasyfikacja generalna \| Klasyfikacja generalna \| Klasyfikacja generalna \| \| Kolarz \| Kolarz \| Państwo \| Drużyna \| Czas \| \| ---------------------- \| ---------------------- \| ---------------------- \| ---------------------- \| ---------------------- \| \| 1. \| Rohan Dennis \| Australia \| Ineos Grenadiers \| 8h 39' 48" \| \| 2. \| Patrick Bevin \| Nowa Zelandia \| Israel Start-Up Nation \| + 8" \| \| 3. \| Geraint Thomas \| Wielka Brytania \| Ineos Grenadiers \| + 9" \| \| 4. \| Richie Porte \| Australia \| Ineos Grenadiers \| + 9" \| \| 5. \| Sonny Colbrelli \| Włochy \| Bahrain Victorious \| + 9" \| \| 6. \| Marc Hirschi \| Szwajcaria \| UAE Team Emirates \| + 11" \| \| 7. \| Jesús Herrada \| Hiszpania \| Cofidis \| + 14" \| \| 8. \| Mattia Cattaneo \| Włochy \| Deceuninck-Quick Step \| + 15" \| \| 9. \| Wilco Kelderman \| Holandia \| Bora-Hansgrohe \| + 16" \| \| 10. \| Ilan Van Wilder \| Belgia \| Team DSM \| + 16" \| |                 |                 |                        |            |
| |                 |                 |                        |            |
| Źródło: ProCyclingStats |                 |                 |                        |            |
| Klasyfikacja generalna |                 |                 |                        |            |
| Kolarz | Kolarz          | Państwo         | Drużyna                | Czas       |
| 1. | Rohan Dennis    | Australia       | Ineos Grenadiers       | 8h 39' 48" |
| 2. | Patrick Bevin   | Nowa Zelandia   | Israel Start-Up Nation | + 8"       |
| 3. | Geraint Thomas  | Wielka Brytania | Ineos Grenadiers       | + 9"       |
| 4. | Richie Porte    | Australia       | Ineos Grenadiers       | + 9"       |
| 5. | Sonny Colbrelli | Włochy          | Bahrain Victorious     | + 9"       |
| 6. | Marc Hirschi    | Szwajcaria      | UAE Team Emirates      | + 11"      |
| 7. | Jesús Herrada   | Hiszpania       | Cofidis                | + 14"      |
| 8. | Mattia Cattaneo | Włochy          | Deceuninck-Quick Step  | + 15"      |
| 9. | Wilco Kelderman | Holandia        | Bora-Hansgrohe         | + 16"      |
| 10. | Ilan Van Wilder | Belgia          | Team DSM               | + 16"      |

### Etap 3
| Estavayer - Estavayer | pagórkowaty | (168,7 km) |

| \| Klasyfikacja etapu \| Klasyfikacja etapu \| Klasyfikacja etapu \| Klasyfikacja etapu \| Klasyfikacja etapu \| \| Kolarz \| Kolarz \| Państwo \| Drużyna \| Czas \| \| ------------------ \| ------------------- \| ------------------ \| ------------------- \| ------------------ \| \| 1. \| Marc Soler \| Hiszpania \| Movistar Team \| 3h 58' 35" \| \| 2. \| Magnus Cort Nielsen \| Dania \| EF Education-Nippo \| + 22" \| \| 3. \| Peter Sagan \| Słowacja \| Bora-Hansgrohe \| + 22" \| \| 4. \| Sonny Colbrelli \| Włochy \| Bahrain Victorious \| + 22" \| \| 5. \| Gorka Izagirre \| Hiszpania \| Astana-Premier Tech \| + 22" \| \| 6. \| Diego Ulissi \| Włochy \| UAE Team Emirates \| + 22" \| \| 7. \| Ilan Van Wilder \| Belgia \| Team DSM \| + 22" \| \| 8. \| Sepp Kuss \| Stany Zjednoczone \| Jumbo-Visma \| + 22" \| \| 9. \| Ion Izagirre \| Hiszpania \| Astana-Premier Tech \| + 22" \| \| 10. \| Rui Costa \| Portugalia \| UAE Team Emirates \| + 22" \| |                     |                   |                     |            |
| |                     |                   |                     |            |
| Źródło: ProCyclingStats |                     |                   |                     |            |
| Klasyfikacja etapu |                     |                   |                     |            |
| Kolarz | Kolarz              | Państwo           | Drużyna             | Czas       |
| 1. | Marc Soler          | Hiszpania         | Movistar Team       | 3h 58' 35" |
| 2. | Magnus Cort Nielsen | Dania             | EF Education-Nippo  | + 22"      |
| 3. | Peter Sagan         | Słowacja          | Bora-Hansgrohe      | + 22"      |
| 4. | Sonny Colbrelli     | Włochy            | Bahrain Victorious  | + 22"      |
| 5. | Gorka Izagirre      | Hiszpania         | Astana-Premier Tech | + 22"      |
| 6. | Diego Ulissi        | Włochy            | UAE Team Emirates   | + 22"      |
| 7. | Ilan Van Wilder     | Belgia            | Team DSM            | + 22"      |
| 8. | Sepp Kuss           | Stany Zjednoczone | Jumbo-Visma         | + 22"      |
| 9. | Ion Izagirre        | Hiszpania         | Astana-Premier Tech | + 22"      |
| 10. | Rui Costa           | Portugalia        | UAE Team Emirates   | + 22"      |

| \| Klasyfikacja generalna \| Klasyfikacja generalna \| Klasyfikacja generalna \| Klasyfikacja generalna \| Klasyfikacja generalna \| \| Kolarz \| Kolarz \| Państwo \| Drużyna \| Czas \| \| ---------------------- \| ---------------------- \| ---------------------- \| ---------------------- \| ---------------------- \| \| 1. \| Marc Soler \| Hiszpania \| Movistar Team \| 12h 38' 40" \| \| 2. \| Geraint Thomas \| Wielka Brytania \| Ineos Grenadiers \| + 14" \| \| 3. \| Richie Porte \| Australia \| Ineos Grenadiers \| + 14" \| \| 4. \| Sonny Colbrelli \| Włochy \| Bahrain Victorious \| + 14" \| \| 5. \| Marc Hirschi \| Szwajcaria \| UAE Team Emirates \| + 16" \| \| 6. \| Mattia Cattaneo \| Włochy \| Deceuninck-Quick Step \| + 20" \| \| 7. \| Wilco Kelderman \| Holandia \| Bora-Hansgrohe \| + 21" \| \| 8. \| Ilan Van Wilder \| Belgia \| Team DSM \| + 21" \| \| 9. \| Sepp Kuss \| Stany Zjednoczone \| Jumbo-Visma \| + 21" \| \| 10. \| Rui Costa \| Portugalia \| UAE Team Emirates \| + 24" \| |                 |                   |                       |             |
| |                 |                   |                       |             |
| Źródło: ProCyclingStats |                 |                   |                       |             |
| Klasyfikacja generalna |                 |                   |                       |             |
| Kolarz | Kolarz          | Państwo           | Drużyna               | Czas        |
| 1. | Marc Soler      | Hiszpania         | Movistar Team         | 12h 38' 40" |
| 2. | Geraint Thomas  | Wielka Brytania   | Ineos Grenadiers      | + 14"       |
| 3. | Richie Porte    | Australia         | Ineos Grenadiers      | + 14"       |
| 4. | Sonny Colbrelli | Włochy            | Bahrain Victorious    | + 14"       |
| 5. | Marc Hirschi    | Szwajcaria        | UAE Team Emirates     | + 16"       |
| 6. | Mattia Cattaneo | Włochy            | Deceuninck-Quick Step | + 20"       |
| 7. | Wilco Kelderman | Holandia          | Bora-Hansgrohe        | + 21"       |
| 8. | Ilan Van Wilder | Belgia            | Team DSM              | + 21"       |
| 9. | Sepp Kuss       | Stany Zjednoczone | Jumbo-Visma           | + 21"       |
| 10. | Rui Costa       | Portugalia        | UAE Team Emirates     | + 24"       |

### Etap 4
| Sion - Thyon | górski | (161,3 km) |

| \| Klasyfikacja etapu \| Klasyfikacja etapu \| Klasyfikacja etapu \| Klasyfikacja etapu \| Klasyfikacja etapu \| \| Kolarz \| Kolarz \| Państwo \| Drużyna \| Czas \| \| ------------------ \| ------------------ \| ------------------ \| ---------------------- \| ------------------ \| \| 1. \| Michael Woods \| Kanada \| Israel Start-Up Nation \| 4h 58' 35" \| \| 2. \| Ben O’Connor \| Australia \| AG2R Citroën Team \| + 17" \| \| 3. \| Geraint Thomas \| Wielka Brytania \| Ineos Grenadiers \| + 21" \| \| 4. \| Lucas Hamilton \| Australia \| BikeExchange \| + 34" \| \| 5. \| Fausto Masnada \| Włochy \| Deceuninck-Quick Step \| + 37" \| \| 6. \| Richie Porte \| Australia \| Ineos Grenadiers \| + 42" \| \| 7. \| Ion Izagirre \| Hiszpania \| Astana-Premier Tech \| + 42" \| \| 8. \| Damiano Caruso \| Włochy \| Bahrain Victorious \| + 52" \| \| 9. \| Marc Soler \| Hiszpania \| Movistar Team \| + 53" \| \| 10. \| Thymen Arensman \| Holandia \| Team DSM \| + 1' 57" \| |                 |                 |                        |            |
| |                 |                 |                        |            |
| Źródło: ProCyclingStats |                 |                 |                        |            |
| Klasyfikacja etapu |                 |                 |                        |            |
| Kolarz | Kolarz          | Państwo         | Drużyna                | Czas       |
| 1. | Michael Woods   | Kanada          | Israel Start-Up Nation | 4h 58' 35" |
| 2. | Ben O’Connor    | Australia       | AG2R Citroën Team      | + 17"      |
| 3. | Geraint Thomas  | Wielka Brytania | Ineos Grenadiers       | + 21"      |
| 4. | Lucas Hamilton  | Australia       | BikeExchange           | + 34"      |
| 5. | Fausto Masnada  | Włochy          | Deceuninck-Quick Step  | + 37"      |
| 6. | Richie Porte    | Australia       | Ineos Grenadiers       | + 42"      |
| 7. | Ion Izagirre    | Hiszpania       | Astana-Premier Tech    | + 42"      |
| 8. | Damiano Caruso  | Włochy          | Bahrain Victorious     | + 52"      |
| 9. | Marc Soler      | Hiszpania       | Movistar Team          | + 53"      |
| 10. | Thymen Arensman | Holandia        | Team DSM               | + 1' 57"   |

| \| Klasyfikacja generalna \| Klasyfikacja generalna \| Klasyfikacja generalna \| Klasyfikacja generalna \| Klasyfikacja generalna \| \| Kolarz \| Kolarz \| Państwo \| Drużyna \| Czas \| \| ---------------------- \| ---------------------- \| ---------------------- \| ---------------------- \| ---------------------- \| \| 1. \| Michael Woods \| Kanada \| Israel Start-Up Nation \| 17h 37' 35" \| \| 2. \| Geraint Thomas \| Wielka Brytania \| Ineos Grenadiers \| + 11" \| \| 3. \| Ben O’Connor \| Australia \| AG2R Citroën Team \| + 21" \| \| 4. \| Marc Soler \| Hiszpania \| Movistar Team \| + 33" \| \| 5. \| Richie Porte \| Australia \| Ineos Grenadiers \| + 36" \| \| 6. \| Fausto Masnada \| Włochy \| Deceuninck-Quick Step \| + 45" \| \| 7. \| Ion Izagirre \| Hiszpania \| Astana-Premier Tech \| + 48" \| \| 8. \| Lucas Hamilton \| Australia \| BikeExchange \| + 49" \| \| 9. \| Damiano Caruso \| Włochy \| Bahrain Victorious \| + 1' 04" \| \| 10. \| Wilco Kelderman \| Holandia \| Bora-Hansgrohe \| + 1' 58" \| |                 |                 |                        |             |
| |                 |                 |                        |             |
| Źródło: ProCyclingStats |                 |                 |                        |             |
| Klasyfikacja generalna |                 |                 |                        |             |
| Kolarz | Kolarz          | Państwo         | Drużyna                | Czas        |
| 1. | Michael Woods   | Kanada          | Israel Start-Up Nation | 17h 37' 35" |
| 2. | Geraint Thomas  | Wielka Brytania | Ineos Grenadiers       | + 11"       |
| 3. | Ben O’Connor    | Australia       | AG2R Citroën Team      | + 21"       |
| 4. | Marc Soler      | Hiszpania       | Movistar Team          | + 33"       |
| 5. | Richie Porte    | Australia       | Ineos Grenadiers       | + 36"       |
| 6. | Fausto Masnada  | Włochy          | Deceuninck-Quick Step  | + 45"       |
| 7. | Ion Izagirre    | Hiszpania       | Astana-Premier Tech    | + 48"       |
| 8. | Lucas Hamilton  | Australia       | BikeExchange           | + 49"       |
| 9. | Damiano Caruso  | Włochy          | Bahrain Victorious     | + 1' 04"    |
| 10. | Wilco Kelderman | Holandia        | Bora-Hansgrohe         | + 1' 58"    |

### Etap 5
| Fryburg - Fryburg | jazda indywidualna na czas | (16,19 km) |

| \| Klasyfikacja etapu \| Klasyfikacja etapu \| Klasyfikacja etapu \| Klasyfikacja etapu \| Klasyfikacja etapu \| \| Kolarz \| Kolarz \| Państwo \| Drużyna \| Czas \| \| ------------------ \| ------------------ \| ------------------ \| --------------------- \| ------------------ \| \| 1. \| Rémi Cavagna \| Francja \| Deceuninck-Quick Step \| 21' 54" \| \| 2. \| Stefan Bissegger \| Szwajcaria \| EF Education-Nippo \| + 6" \| \| 3. \| Geraint Thomas \| Wielka Brytania \| Ineos Grenadiers \| + 17" \| \| 4. \| Ilan Van Wilder \| Belgia \| Team DSM \| + 18" \| \| 5. \| Richie Porte \| Australia \| Ineos Grenadiers \| + 20" \| \| 6. \| Fausto Masnada \| Włochy \| Deceuninck-Quick Step \| + 21" \| \| 7. \| Mattia Cattaneo \| Włochy \| Deceuninck-Quick Step \| + 29" \| \| 8. \| Marc Soler \| Hiszpania \| Movistar Team \| + 34" \| \| 9. \| Rohan Dennis \| Australia \| Ineos Grenadiers \| + 35" \| \| 10. \| Filippo Ganna \| Włochy \| Ineos Grenadiers \| + 37" \| |                  |                 |                       |         |
| |                  |                 |                       |         |
| Źródło: ProCyclingStats |                  |                 |                       |         |
| Klasyfikacja etapu |                  |                 |                       |         |
| Kolarz | Kolarz           | Państwo         | Drużyna               | Czas    |
| 1. | Rémi Cavagna     | Francja         | Deceuninck-Quick Step | 21' 54" |
| 2. | Stefan Bissegger | Szwajcaria      | EF Education-Nippo    | + 6"    |
| 3. | Geraint Thomas   | Wielka Brytania | Ineos Grenadiers      | + 17"   |
| 4. | Ilan Van Wilder  | Belgia          | Team DSM              | + 18"   |
| 5. | Richie Porte     | Australia       | Ineos Grenadiers      | + 20"   |
| 6. | Fausto Masnada   | Włochy          | Deceuninck-Quick Step | + 21"   |
| 7. | Mattia Cattaneo  | Włochy          | Deceuninck-Quick Step | + 29"   |
| 8. | Marc Soler       | Hiszpania       | Movistar Team         | + 34"   |
| 9. | Rohan Dennis     | Australia       | Ineos Grenadiers      | + 35"   |
| 10. | Filippo Ganna    | Włochy          | Ineos Grenadiers      | + 37"   |

## Klasyfikacje

### Klasyfikacja generalna
| \| Klasyfikacja generalna \| Klasyfikacja generalna \| Klasyfikacja generalna \| Klasyfikacja generalna \| Klasyfikacja generalna \| \| Kolarz \| Kolarz \| Państwo \| Drużyna \| Czas \| \| ---------------------- \| ---------------------- \| ---------------------- \| ---------------------- \| ---------------------- \| \| 1. \| Geraint Thomas \| Wielka Brytania \| Ineos Grenadiers \| 17h 59' 57" \| \| 2. \| Richie Porte \| Australia \| Ineos Grenadiers \| + 28" \| \| 3. \| Fausto Masnada \| Włochy \| Deceuninck-Quick Step \| + 38" \| \| 4. \| Marc Soler \| Hiszpania \| Movistar Team \| + 39" \| \| 5. \| Michael Woods \| Kanada \| Israel Start-Up Nation \| + 43" \| \| 6. \| Ben O’Connor \| Australia \| AG2R Citroën Team \| + 45" \| \| 7. \| Ion Izagirre \| Hiszpania \| Astana-Premier Tech \| + 1' 08" \| \| 8. \| Lucas Hamilton \| Australia \| BikeExchange \| + 1' 22" \| \| 9. \| Damiano Caruso \| Włochy \| Bahrain Victorious \| + 1' 30" \| \| 10. \| Wilco Kelderman \| Holandia \| Bora-Hansgrohe \| + 2' 20" \| |                 |                 |                        |             |
| |                 |                 |                        |             |
| Źródło: ProCyclingStats |                 |                 |                        |             |
| Klasyfikacja generalna |                 |                 |                        |             |
| Kolarz | Kolarz          | Państwo         | Drużyna                | Czas        |
| 1. | Geraint Thomas  | Wielka Brytania | Ineos Grenadiers       | 17h 59' 57" |
| 2. | Richie Porte    | Australia       | Ineos Grenadiers       | + 28"       |
| 3. | Fausto Masnada  | Włochy          | Deceuninck-Quick Step  | + 38"       |
| 4. | Marc Soler      | Hiszpania       | Movistar Team          | + 39"       |
| 5. | Michael Woods   | Kanada          | Israel Start-Up Nation | + 43"       |
| 6. | Ben O’Connor    | Australia       | AG2R Citroën Team      | + 45"       |
| 7. | Ion Izagirre    | Hiszpania       | Astana-Premier Tech    | + 1' 08"    |
| 8. | Lucas Hamilton  | Australia       | BikeExchange           | + 1' 22"    |
| 9. | Damiano Caruso  | Włochy          | Bahrain Victorious     | + 1' 30"    |
| 10. | Wilco Kelderman | Holandia        | Bora-Hansgrohe         | + 2' 20"    |

| Klasyfikacja punktowa | Klasyfikacja punktowa | Klasyfikacja punktowa | Klasyfikacja punktowa | Klasyfikacja punktowa |
| Kolarz                | Kolarz                | Państwo               | Drużyna               | Punkty                |
| --------------------- | --------------------- | --------------------- | --------------------- | --------------------- |
| 1.                    | Sonny Colbrelli       | Włochy                | Bahrain Victorious    | 98 pkt                |
| 2.                    | Marc Soler            | Hiszpania             | Movistar Team         | 77 pkt                |
| 3.                    | Magnus Cort Nielsen   | Dania                 | EF Education-Nippo    | 76 pkt                |
| 4.                    | Peter Sagan           | Słowacja              | Bora-Hansgrohe        | 70 pkt                |
| 5.                    | Geraint Thomas        | Wielka Brytania       | Ineos Grenadiers      | 69 pkt                |
| 6.                    | Richie Porte          | Australia             | Ineos Grenadiers      | 54 pkt                |
| 7.                    | Stefan Bissegger      | Szwajcaria            | EF Education-Nippo    | 52 pkt                |
| 8.                    | Rémi Cavagna          | Francja               | Deceuninck-Quick Step | 49 pkt                |
| 9.                    | Ilan Van Wilder       | Belgia                | Team DSM              | 48 pkt                |
| 10.                   | Fausto Masnada        | Włochy                | Deceuninck-Quick Step | 42 pkt                |

| Klasyfikacja punktowa | Klasyfikacja punktowa | Klasyfikacja punktowa | Klasyfikacja punktowa | Klasyfikacja punktowa |
| Kolarz                | Kolarz                | Państwo               | Drużyna               | Punkty                |
| --------------------- | --------------------- | --------------------- | --------------------- | --------------------- |
| 1.                    | Sonny Colbrelli       | Włochy                | Bahrain Victorious    | 98 pkt                |
| 2.                    | Marc Soler            | Hiszpania             | Movistar Team         | 77 pkt                |
| 3.                    | Magnus Cort Nielsen   | Dania                 | EF Education-Nippo    | 76 pkt                |
| 4.                    | Peter Sagan           | Słowacja              | Bora-Hansgrohe        | 70 pkt                |
| 5.                    | Geraint Thomas        | Wielka Brytania       | Ineos Grenadiers      | 69 pkt                |
| 6.                    | Richie Porte          | Australia             | Ineos Grenadiers      | 54 pkt                |
| 7.                    | Stefan Bissegger      | Szwajcaria            | EF Education-Nippo    | 52 pkt                |
| 8.                    | Rémi Cavagna          | Francja               | Deceuninck-Quick Step | 49 pkt                |
| 9.                    | Ilan Van Wilder       | Belgia                | Team DSM              | 48 pkt                |
| 10.                   | Fausto Masnada        | Włochy                | Deceuninck-Quick Step | 42 pkt                |

| Klasyfikacja górska | Klasyfikacja górska | Klasyfikacja górska | Klasyfikacja górska                | Klasyfikacja górska |
| Kolarz              | Kolarz              | Państwo             | Drużyna                            | Punkty              |
| ------------------- | ------------------- | ------------------- | ---------------------------------- | ------------------- |
| 1.                  | Kobe Goossens       | Belgia              | Lotto-Soudal                       | 48 pkt              |
| 2.                  | Joël Suter          | Szwajcaria          | Szwajcaria                         | 43 pkt              |
| 3.                  | Geraint Thomas      | Wielka Brytania     | Ineos Grenadiers                   | 34 pkt              |
| 4.                  | Davide Villella     | Włochy              | Movistar Team                      | 34 pkt              |
| 5.                  | Rein Taaramäe       | Estonia             | Intermarché-Wanty-Gobert Matériaux | 26 pkt              |
| 6.                  | Simon Pellaud       | Szwajcaria          | Szwajcaria                         | 25 pkt              |
| 7.                  | Antwan Tolhoek      | Holandia            | Jumbo-Visma                        | 20 pkt              |
| 8.                  | Manuele Boaro       | Włochy              | Astana-Premier Tech                | 19 pkt              |
| 9.                  | Michael Woods       | Kanada              | Israel Start-Up Nation             | 18 pkt              |
| 10.                 | Robert Power        | Australia           | Qhubeka Assos                      | 14 pkt              |

| Klasyfikacja górska | Klasyfikacja górska | Klasyfikacja górska | Klasyfikacja górska                | Klasyfikacja górska |
| Kolarz              | Kolarz              | Państwo             | Drużyna                            | Punkty              |
| ------------------- | ------------------- | ------------------- | ---------------------------------- | ------------------- |
| 1.                  | Kobe Goossens       | Belgia              | Lotto-Soudal                       | 48 pkt              |
| 2.                  | Joël Suter          | Szwajcaria          | Szwajcaria                         | 43 pkt              |
| 3.                  | Geraint Thomas      | Wielka Brytania     | Ineos Grenadiers                   | 34 pkt              |
| 4.                  | Davide Villella     | Włochy              | Movistar Team                      | 34 pkt              |
| 5.                  | Rein Taaramäe       | Estonia             | Intermarché-Wanty-Gobert Matériaux | 26 pkt              |
| 6.                  | Simon Pellaud       | Szwajcaria          | Szwajcaria                         | 25 pkt              |
| 7.                  | Antwan Tolhoek      | Holandia            | Jumbo-Visma                        | 20 pkt              |
| 8.                  | Manuele Boaro       | Włochy              | Astana-Premier Tech                | 19 pkt              |
| 9.                  | Michael Woods       | Kanada              | Israel Start-Up Nation             | 18 pkt              |
| 10.                 | Robert Power        | Australia           | Qhubeka Assos                      | 14 pkt              |

| Klasyfikacja młodzieżowa | Klasyfikacja młodzieżowa | Klasyfikacja młodzieżowa | Klasyfikacja młodzieżowa | Klasyfikacja młodzieżowa |
| Kolarz                   | Kolarz                   | Państwo                  | Drużyna                  | Czas                     |
| ------------------------ | ------------------------ | ------------------------ | ------------------------ | ------------------------ |
| 1.                       | Thymen Arensman          | Holandia                 | Team DSM                 | 18h 02' 45"              |
| 2.                       | Mattias Skjelmose        | Dania                    | Trek-Segafredo           | + 1' 37"                 |
| 3.                       | Ilan Van Wilder          | Belgia                   | Team DSM                 | + 3' 21"                 |
| 4.                       | Gijs Leemreize           | Holandia                 | Jumbo-Visma              | + 9' 36"                 |
| 5.                       | Clément Champoussin      | Francja                  | AG2R Citroën Team        | + 11' 54"                |
| 6.                       | Felix Gall               | Austria                  | Team DSM                 | + 12' 00"                |
| 7.                       | Antonio Tiberi           | Włochy                   | Trek-Segafredo           | + 12' 33"                |
| 8.                       | Marc Hirschi             | Szwajcaria               | UAE Team Emirates        | + 19' 45"                |
| 9.                       | Andreas Kron             | Dania                    | Lotto-Soudal             | + 26' 44"                |
| 10.                      | Marco Brenner            | Niemcy                   | Team DSM                 | + 28' 26"                |

| Klasyfikacja młodzieżowa | Klasyfikacja młodzieżowa | Klasyfikacja młodzieżowa | Klasyfikacja młodzieżowa | Klasyfikacja młodzieżowa |
| Kolarz                   | Kolarz                   | Państwo                  | Drużyna                  | Czas                     |
| ------------------------ | ------------------------ | ------------------------ | ------------------------ | ------------------------ |
| 1.                       | Thymen Arensman          | Holandia                 | Team DSM                 | 18h 02' 45"              |
| 2.                       | Mattias Skjelmose        | Dania                    | Trek-Segafredo           | + 1' 37"                 |
| 3.                       | Ilan Van Wilder          | Belgia                   | Team DSM                 | + 3' 21"                 |
| 4.                       | Gijs Leemreize           | Holandia                 | Jumbo-Visma              | + 9' 36"                 |
| 5.                       | Clément Champoussin      | Francja                  | AG2R Citroën Team        | + 11' 54"                |
| 6.                       | Felix Gall               | Austria                  | Team DSM                 | + 12' 00"                |
| 7.                       | Antonio Tiberi           | Włochy                   | Trek-Segafredo           | + 12' 33"                |
| 8.                       | Marc Hirschi             | Szwajcaria               | UAE Team Emirates        | + 19' 45"                |
| 9.                       | Andreas Kron             | Dania                    | Lotto-Soudal             | + 26' 44"                |
| 10.                      | Marco Brenner            | Niemcy                   | Team DSM                 | + 28' 26"                |

| Klasyfikacja drużynowa | Klasyfikacja drużynowa             | Klasyfikacja drużynowa | Klasyfikacja drużynowa |
| Drużyna                | Drużyna                            | Państwo                | Czas                   |
| ---------------------- | ---------------------------------- | ---------------------- | ---------------------- |
| 1.                     | Ineos Grenadiers                   | Wielka Brytania        | 54h 07' 07"            |
| 2.                     | Team DSM                           | Niemcy                 | + 11' 50"              |
| 3.                     | Jumbo-Visma                        | Holandia               | + 15' 59"              |
| 4.                     | Intermarché-Wanty-Gobert Matériaux | Belgia                 | + 20' 33"              |
| 5.                     | Bahrain Victorious                 | Bahrajn                | + 20' 47"              |
| 6.                     | Trek-Segafredo                     | Stany Zjednoczone      | + 23' 03"              |
| 7.                     | Deceuninck-Quick Step              | Belgia                 | + 23' 41"              |
| 8.                     | Astana-Premier Tech                | Kazachstan             | + 27' 04"              |
| 9.                     | Movistar Team                      | Hiszpania              | + 30' 44"              |
| 10.                    | Groupama-FDJ                       | Francja                | + 31' 17"              |

| Klasyfikacja drużynowa | Klasyfikacja drużynowa             | Klasyfikacja drużynowa | Klasyfikacja drużynowa |
| Drużyna                | Drużyna                            | Państwo                | Czas                   |
| ---------------------- | ---------------------------------- | ---------------------- | ---------------------- |
| 1.                     | Ineos Grenadiers                   | Wielka Brytania        | 54h 07' 07"            |
| 2.                     | Team DSM                           | Niemcy                 | + 11' 50"              |
| 3.                     | Jumbo-Visma                        | Holandia               | + 15' 59"              |
| 4.                     | Intermarché-Wanty-Gobert Matériaux | Belgia                 | + 20' 33"              |
| 5.                     | Bahrain Victorious                 | Bahrajn                | + 20' 47"              |
| 6.                     | Trek-Segafredo                     | Stany Zjednoczone      | + 23' 03"              |
| 7.                     | Deceuninck-Quick Step              | Belgia                 | + 23' 41"              |
| 8.                     | Astana-Premier Tech                | Kazachstan             | + 27' 04"              |
| 9.                     | Movistar Team                      | Hiszpania              | + 30' 44"              |
| 10.                    | Groupama-FDJ                       | Francja                | + 31' 17"              |

### Liderzy klasyfikacji
| Etap   |                            | Pierwsze miejsce _ | Klasyfikacja generalna | Punktowa        | Górska        | Młodzieżowa      | Najaktywniejszych   | Drużynowa _       |
| ------ | -------------------------- | ------------------ | ---------------------- | --------------- | ------------- | ---------------- | ------------------- | ----------------- |
| Prolog | prolog                     | Rohan Dennis       | Rohan Dennis           | Rohan Dennis    | nie przyznano | Stefan Bissegger | nie przyznano       | Ineos Grenadiers  |
| 1      | pagórkowaty                | Peter Sagan        | Rohan Dennis           | Peter Sagan     | Joël Suter    | Marc Hirschi     | Joël Suter          | Ineos Grenadiers  |
| 2      | górzysty                   | Sonny Colbrelli    | Rohan Dennis           | Sonny Colbrelli | Joël Suter    | Marc Hirschi     | Rein Taaramäe       | Ineos Grenadiers  |
| 3      | pagórkowaty                | Marc Soler         | Marc Soler             | Sonny Colbrelli | Joël Suter    | Marc Hirschi     | Stefan Küng         | UAE Team Emirates |
| 4      | górski                     | Michael Woods      | Michael Woods          | Sonny Colbrelli | Kobe Goossens | Thymen Arensman  | Magnus Cort Nielsen | Ineos Grenadiers  |
| 5      | jazda indywidualna na czas | Rémi Cavagna       | Geraint Thomas         | Sonny Colbrelli | Kobe Goossens | Thymen Arensman  | brak danych         | Ineos Grenadiers  |
| Koniec | Koniec                     |                    | Geraint Thomas         | Sonny Colbrelli | Kobe Goossens | Thymen Arensman  | brak danych         | Ineos Grenadiers  |